# Tumbes-Chocó-Magdalena

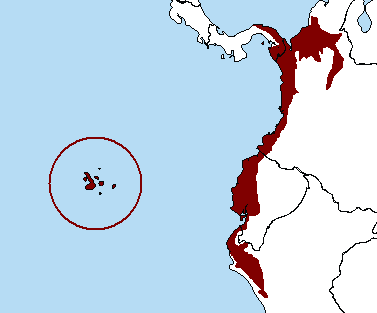
Carte du hotspot Tumbes-Choco-Magdalena. Le cercle correspond aux Îles Galápagos

L'ensemble Tumbes-Chocó-Magdalena est une région biogéographique définie par Conservation International comme un point chaud de biodiversité (biodiversity hotspot). Il forme une bande de forêts côtières dans le nord-ouest de l'Amérique du Sud incluant par ailleurs les Îles Galápagos.

## Description
La zone couvre une surface totale de 274 597 km2 allant de l'est du Panama (province du Darién), puis forme une bande côtière allant jusque dans le nord-ouest du Pérou. Ce point chaud englobe également la Vallée de la Magdalena dans le nord de la Colombie et les Îles Galápagos. Il est bordé à l'est par la Cordillère des Andes et à l'ouest par l'Océan Pacifique. Il se compose de ensemble hétéroclite de côtes rocheuses, de mangroves, de forêts tropicales sèches et de forêts pluviales (le Chocó en Colombie est l'une des régions les plus arrosées du monde). Le découpage géographique de cette zone est très influencée par la nature montagneuses des paysages, on peut néanmoins noter deux zones: Le Chocó-Darién (Panama/Colombie/Équateur) humide et le Tumbes (Équateur/Pérou) sec.
- forêts humides du Chocó-Darién (Colombie, Équateur, Panama)
- forêts sèches équatoriennes (Équateur)
- prairies inondables des Guayaquil (Équateur)
- mangrove du golfe des Guayaquil-Tumbes (Équateur, Pérou)
- fourrées xériques des Galápagos (Équateur)
- forêts de montagne de la vallée de Magdalena (Colombie)
- forêts humides de Magdalena-Urabá (Colombie)
- mangrove de Manabí (Équateur)
- forêts sèches de Tumbes-Piura (Équateur, Pérou)
- Piura mangroves (Pérou)
- forêts humides de l'ouest de l'Équateur (Colombie, Équateur)

## Menaces
Le Hotspot est menacé par l'urbanisation et l'extension des espaces agricoles qui entrainent une sévère déforestation, ainsi que par la chasse excessive. Les mangroves y sont particulièrement vulnérables.